# Gardeschützenkaserne
Die ehemalige Gardeschützenkaserne im Berliner Ortsteil Lichterfelde am Gardeschützenweg ist seit September 2003 eine Liegenschaft des Bundesnachrichtendienstes (BND) und heute, neben der Zentrale an der Chausseestraße im Berliner Ortsteil Mitte und der BND-Liegenschaft in Pullach südlich von München, einer seiner drei Hauptstandorte.

## Geschichte

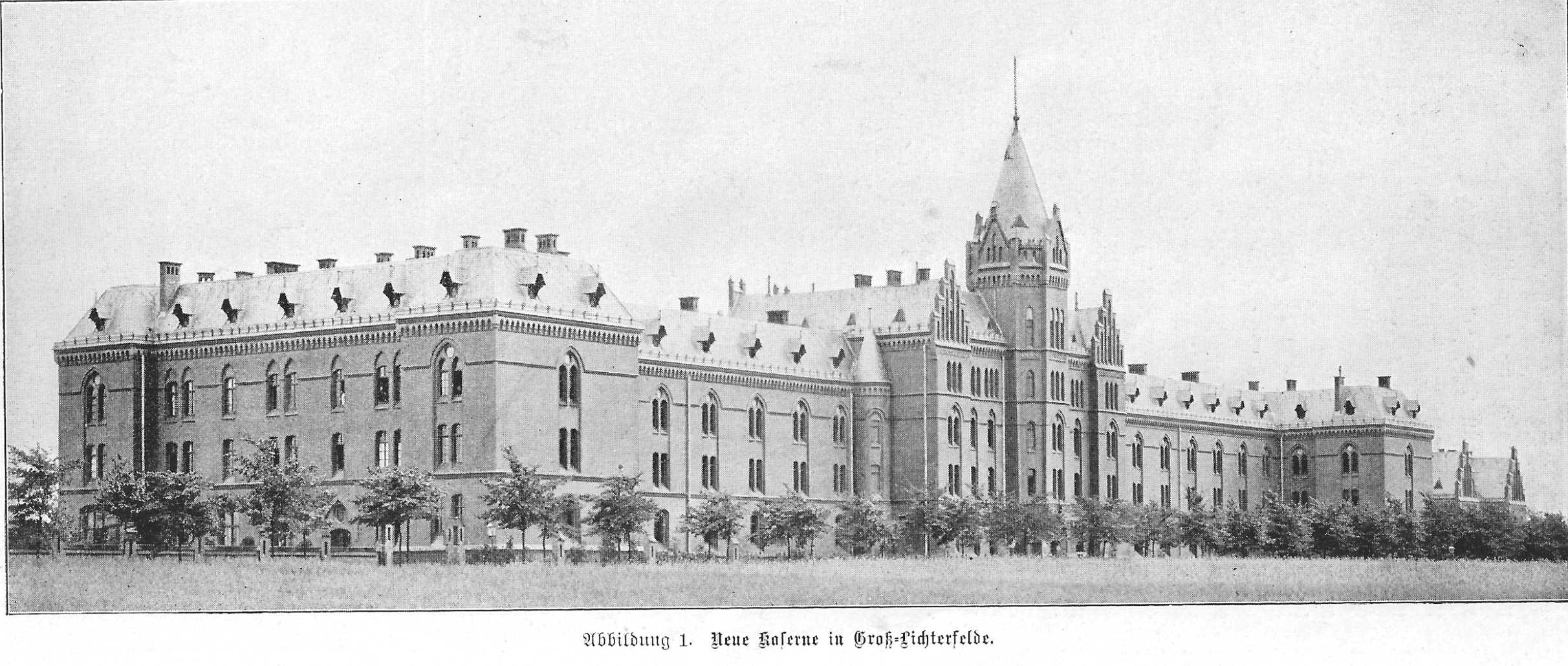
Gardeschützenkaserne, vor August 1900

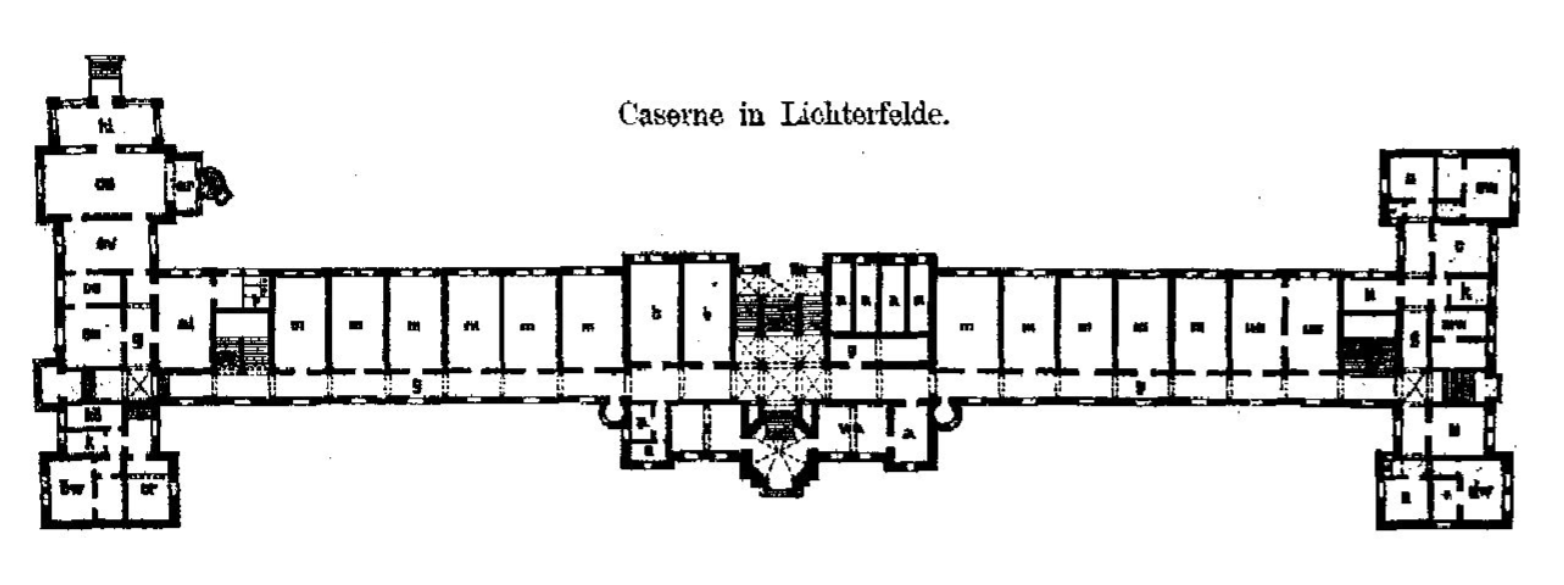
Grundriss des Hauptgebäudes

Im Jahr 1865 erwarb der Unternehmer Johann Anton Wilhelm von Carstenn die bei Berlin gelegenen Güter Lichterfelde und Giesensdorf mit dem Ziel, dort eine Villenkolonie für das gehobene Bürgertum entstehen zu lassen. Um die Attraktivität der Kolonie zu steigern, überließ Carstenn dem preußischen Staat ein Grundstück für den Neubau der preußischen Hauptkadettenanstalt in der Finckensteinallee und ließ zudem die Kaserne für das preußische Garde-Schützen-Bataillon errichten, das zuvor in der 1767 erbauten Kaserne in der Köpenicker Straße untergebracht war. Der Bau der neuen Kaserne auf dem damals etwa 60.000 m² großen Grundstück dauerte von 1881 bis 1884 und wurde nach einer Entwurfskizze des Intendantur- und Baurats Ferdinand Schönhals von dem Regierungsbaumeister Ernst August Roßteuscher umgesetzt. Gebaut wurden eine Mannschaftskaserne für über 600 Mann, zwei Wohnhäuser für Offiziere, ein Gebäude der Büchsenmacherei, ein Exerzierhaus, ein Lazarett, zwei Abortgebäude und ein Pferdestall. Zwischen 1911 und 1915 wurden mehrere Mannschaftshäuser hinzugefügt.
Nach dem Ersten Weltkrieg und der Gründung der Reichswehr wurde die Kaserne zunächst vom Reichswehr-Schützen-Bataillon 29 genutzt, das Teil des Infanterie-Regiments 9 war. 1929 wurde die ursprünglich geheime Feuerwerkerschule der Reichswehr von der Artillerie-Schule in Jüterbog an die Gardeschützenkaserne in Lichterfelde verlegt, die hierfür eigens erweitert wurde. Weitere Umbauten erfolgten 1930/31. Im Zuge der Aufrüstung der Wehrmacht in der Zeit des Nationalsozialismus wurde die Schule zwischen 1933 und 1937 stark erweitert und dem Kasernenkomplex unter anderem ein Unterrichtsgebäude, ein Wirtschaftsgebäude, Werkstätten und ein weiteres Mannschaftshaus hinzugefügt. Das Gelände wurde von rund 60.000 m² auf rund 80.000 m² nach Süden hin vergrößert (die heutige Grundstücksgröße beträgt 85.000 m²). Die Heeresfeuerwerkerschule der Wehrmacht bestand an diesem Standort bis Kriegsende.
Die Gebäude überstanden die alliierten Luftangriffe des Zweiten Weltkriegs ohne größere Beschädigungen. 1950 wurde die Kasernenanlage in Roosevelt Barracks umbenannt. Von 1950 bis zur Verlegung in die ehemalige Hauptkadettenanstalt (Andrews Barracks) im Jahr 1958 sowie nochmals von 1961 bis 1991 war das im Dienst der Vereinigten Staaten stehende 6941st Guard Battalion in der Kaserne stationiert. Es erfolgten zahlreiche weitere Umbauten. Die Gebäude der Heeresfeuerwerkerschule wurden in Unterkunftsgebäude umgebaut und der große Exerzierplatz im Zentrum der Anlage in Parkplätze umgewandelt.
Von 1958 bis 1961 war neben der US Army auch der Bezirksverband des Technischen Hilfswerks Steglitz auf dem Gelände untergebracht. Später gab es hier eine Dienststelle der Berliner Polizei sowie eine Abschiebehaftanstalt am Augustaplatz. Im Zellenbereich des Abschiebegefängnisses kam es in der Silvesternacht 1983/84 zu einer Brandkatastrophe, bei der sechs Abschiebehäftlinge ums Leben kamen und deren Aufarbeitung den damaligen Berliner Innensenator Heinrich Lummer politisch in Bedrängnis brachte. 1991 gaben die USA die Roosevelt Barracks auf. Die Kaserne wurde kurzzeitig von der Bundeswehr übernommen, die dort aber keine Dienststellen unterbrachte. In den 1990er Jahren diente sie zeitweise dem Bundesaufsichtsamt für das Kreditwesen als Dienstsitz. Die ehemalige Kaserne steht unter Denkmalschutz.

## Heutige Nutzung durch den Bundesnachrichtendienst
Im Jahr 2003 zogen rund 1000 BND-Mitarbeiter in die ehemalige Kaserne, nachdem diese für 15 Millionen Euro umgebaut worden war. Ein dreigeschossiges Lage- und Informationszentrum wurde hinzugebaut. Damit sollten bereits vor der Fertigstellung der neuen Berliner Zentrale Teile des BND näher an die Bundesregierung heranrücken. Ursprünglich sollte der Standort in Lichterfelde nach der Eröffnung der Zentrale in der Berliner Chausseestraße aufgegeben werden. Im Berliner Bezirk Steglitz-Zehlendorf gab es schon Überlegungen zu einer möglichen Nachnutzung, insbesondere für soziale und kulturelle Einrichtungen. Da die BND-Zentrale dem zukünftigen Platzbedarf des Dienstes jedoch nicht gerecht wurde, wird die Liegenschaft in Lichterfelde vom BND auf Dauer genutzt. Zurzeit befindet sich dort ein Großteil der militärischen Aufklärung. Dazu soll der Standort für rund 68 Millionen Euro modernisiert und umgebaut werden, davon rund 14 Millionen Euro für den Neubau eines Lage- und Informationszentrums, weitere 12,5 Millionen Euro fließen in den Bau einer modernen Schießanlage. In dieser sollen Beamte für den Auslandseinsatz in Krisengebieten aus- und fortgebildet werden. Weiterhin findet dort die Schießfortbildung der Sicherungsangestellten statt.